# Liên minh Wi-Fi
Liên minh Wi-Fi  là một tổ chức phi lợi nhuận sở hữu nhãn hiệu Wi-Fi. Các nhà sản xuất có thể sử dụng nhãn hiệu này cho các sản phẩm được chứng nhận về khả năng tương tác Wi-Fi .